# Dominik Ivkič
Dominik Ivkič, slovenski nogometaš, * 31. julij 1997, Ljubljana.
Ivkič je profesionalni nogometaš, ki igra na položaju branilca. Od leta 2024 je član slovenskega kluba Koper. Pred tem je igral za slovenske klube Ilirija 1911, Domžale, Zarica, Radomlje, Brinje-Grosuplje in Fužinar, estonsko Tallinno Kalev, hrvaška Hrvatski dragovoljac in Sesvete ter kosovski Fushë Kosova. Bil je tudi član slovenske reprezentance do 16, 18 in 19 let. 